# Kledung (Bandar)
Kledung is een bestuurslaag in het regentschap Pacitan van de provincie Oost-Java, Indonesië. Kledung telt 3239 inwoners (volkstelling 2010).